# Campodolcino
Campodolcino (Candulscin in dialetto chiavennasco) è un comune italiano di 931 abitanti della provincia di Sondrio in Lombardia, situato in Val San Giacomo, lungo la strada che conduce da Chiavenna al Passo dello Spluga. Il nome Campodolcino è utilizzato a livello comunale come unione degli aggregati di Portarezza, Prestone, Pietra, Acero, Tini e Corti, tutti dislocati sul fondo della Valle e ora formanti un continuo urbano ai bordi della Strada statale 36 del Lago di Como e dello Spluga.

## Geografia fisica

### Territorio
Campodolcino si estende lungo la valle glaciale del torrente Liro, comprendendo da Sud a Nord i vecchi nuclei abitati e, sui fianchi della valle, le frazioni di Starleggia (a Ovest), Fraciscio e Motta (a Est). Da Est a Ovest il territorio comunale si estende dalle Alpi Lepontine alle Alpi Retiche, venendo attraversato dalla direttrice tra Alpi Occidentali e Alpi Orientali, secondo la convenzione del SOIUSA. Oltre al Liro, principale corso d'acqua, scorre il torrente Rabbiosa, proveniente dalla valle omonima.

### Clima
La conformazione della valle, stretta e profonda, con ore limitate di insolazione, rende il clima estivo fresco e quello invernale più rigido di località a pari altezza.

### Frazioni
Il paese di Campodolcino consiste nel raggruppamento delle seguenti contrade, ordinate da sud verso nord, situate lungo il fondovalle della Valle Spluga:
- Prestone, situata sulla sponda meridionale dell'omonimo lago artificiale; la frazione è nota per la locale Festa dei Boee, nella seconda settimana di agosto. Il lago artificiale di Prestone

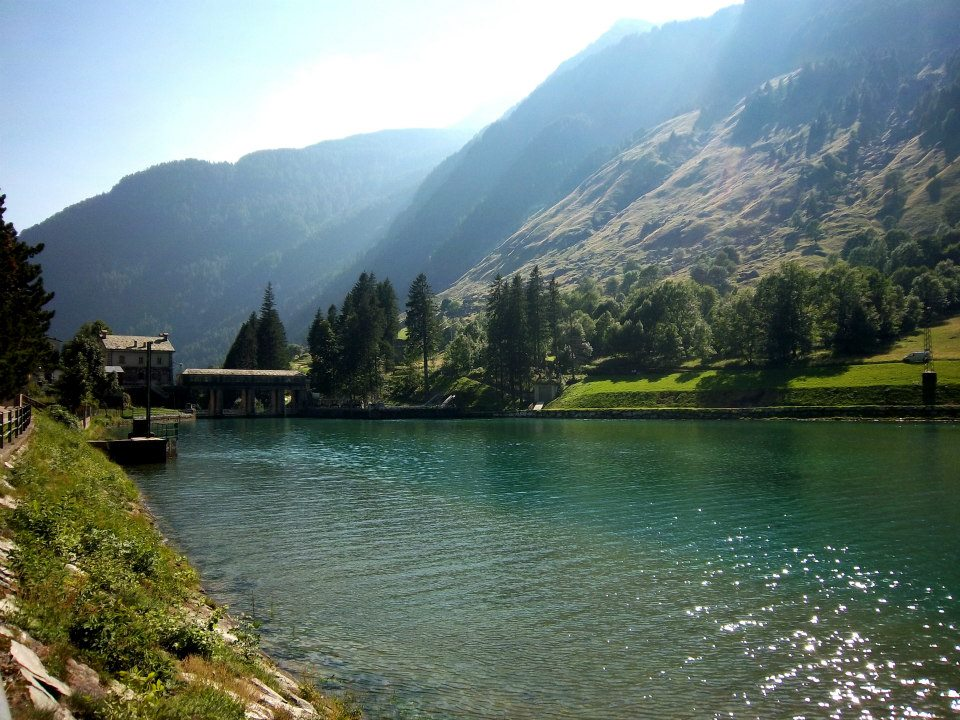
Il lago artificiale di Prestone

- Portarezza, sita sulla sponda destra del lago, di fronte a Prestone, ospita il tracciato della Via Spluga.
- Pietra, situata a nord di Portarezza sulle sponde del lago.
- Tini, un tempo cuore del paese e sede del lussuoso Albergo Posta (edificio ottocentesco in stile liberty, frequentato anche dal Carducci, chiuso dal 1981 e demolito nel 2020 dopo decenni di degrado), ospita il Centro Sportivo, una zona residenziale e qualche ristorante; in questa frazione hanno sede, lungo la strada statale, il municipio e le scuole elementari e medie.
- Acero, frazione principalmente residenziale, sede di meravigliose ville interamente in legno; ospita il ponte denominato "Romano" sul torrente Rabbiosa: tale manufatto costituisce una delle principali attrattive turistiche del paese, venendo riportato nello stemma cittadino.
- Corti, attualmente è il centro principale del paese: qui si trovano i negozi, alcuni residence e alberghi, la maggior parte dei ristoranti e il cimitero; nella piazza principale ha sede il museo MuViS, ecomuseo dedicato alla storia e alle tradizioni della Valle Spluga e tra i pochi esempi di questo genere in Italia. In questa frazione è presente anche lo storico edificio dell'ex Albergo Croce d'Oro, oggi sfitto.

Al di fuori del fondovalle vi sono invece le seguenti località:
- Fraciscio, situata a 1.341 m s.l.m. nella Valle della Rabbiosa (sulla sinistra orografica della Valle Spluga), è a 10 minuti di macchina da Campodolcino; durante la stagione estiva può essere raggiunta facilmente anche a piedi o in bicicletta; è famosa per aver dato i natali a San Luigi Guanella, Mons. Tommaso Trussoni e Abramo Levi. È sede, nel periodo di Ferragosto, della Sagra di San Rocco. Fraciscio è punto di partenza per diverse escursioni, tra cui l'ascensione al Pizzo Stella. Tra i luoghi d'interesse vi è anche la piccola grotta con la statua della Vergine Maria su imitazione della Grotta di Massabielle a Lourdes. Vicinissimo a Fraciscio vi sono anche le località di Mottala, Gualdera e Bondeno, poste sul versante orografico opposto della Rabbiosa.
- Starleggia, l'antica Stambilone, poggia su un vero e proprio balcone naturale sul versante destro della Valle Spluga, collegata a Campodolcino da una comoda strada asfaltata. Sita a quota 1.565 m s.l.m., era abitata continuativamente fino alla metà degli anni '80, mentre ora è residenza solo estiva; nella valle soprastante Starleggia, vi è anche il maggengo di San Sisto con la chiesa detta "della Trasfigurazione", oltre agli alpeggi di Gusone e Morone, posti sul sentiero verso il Pizzo Quadro. Da Starleggia si può salire agevolmente al Pian dei Cavalli o godere dall'alto del panorama di Campodolcino, con vista privilegiata su Madesimo (cascata di Pianazzo e tornanti della SS36) e Fraciscio (Calcagnolo e Pizzo Stella).
- Splughetta e Ca' de Luch, frazioni a metà strada tra Campodolcino e Starleggia.
- Motta, anche se più vicina al comune di Madesimo, rientra nel territorio di Campodolcino. Sede di impianti sciistici, è facilmente raggiungibile (in meno di 5 minuti) con la funicolare (un tempo con la funivia) che parte dal fondovalle. Sulla cima dell'Alpe si trova la Madonna d'Europa, protettrice degli sciatori, rivestita in oro.

## Storia
Da Coira passava la via Spluga, strada consolare che collegava Milano con Bregenz passando dal passo dello Spluga. Il nome della moderna Campodolcino compare nel 1186, probabilmente per rimarcare il pianoro in cui è situato l'abitato odierno, in contrasto con l'andamento aspro della strada verso Spluga. In realtà l'area era già abitata in epoca preistorica (10.000 a.C.), come testimoniano i ritrovamenti di Pian dei Cavalli con tracce di un accampamento paleo-mesolitico.
Dopo la conquista della Rezia da parte dei Romani (15 a.C.), la zona acquisì importanza: venne costruita una strada da Clavenna (Chiavenna) a Curia Rhetorum (Coira) attraverso il passo dello Spluga. Nella Tavola Peutingeriana si nota il paese di Tarvessedo, comunemente identificato con Campodolcino; purtroppo non sono rimaste testimonianze dell'epoca, ed anche il ponte "romano" è di epoca successiva.
Politicamente Campodolcino seguì le vicende della Valchiavenna e del suo capoluogo, passando prima all'Impero Carolingio e venendo poi disputato dai Vescovi di Como e di Coira: nonostante questi conflitti rimasero saldi i legami commerciali e culturali tra i territori a cavallo delle Alpi. Fu probabilmente nel 1205 che il comune di Valle (comprendente San Giacomo Filippo, Campodolcino e Madesimo) venne riconosciuto come autonomo rispetto a Chiavenna.
Il patto della "Via Mala" del 1473 con la ristrutturazione dell'itinerario consentì allo Spluga di conquistare la supremazia dei valichi del Reno Posteriore (Spluga e il contiguo San Bernardino) su tutti quelli retici. Fu grazie a queste opere che i traffici si svilupparono considerevolmente, non venendo scalfiti dal passaggio dagli Sforza ai Grigioni.
Grazie al dominio elvetico i privilegi accordati già sotto il dominio di Milano vennero accresciuti, con conseguente prosperità locale: nel 1797 il Trattato di Campoformio obbligò l'intera Valchiavenna ad unirsi alla Repubblica Cisalpina, staccandosi così dalla Confederazione.

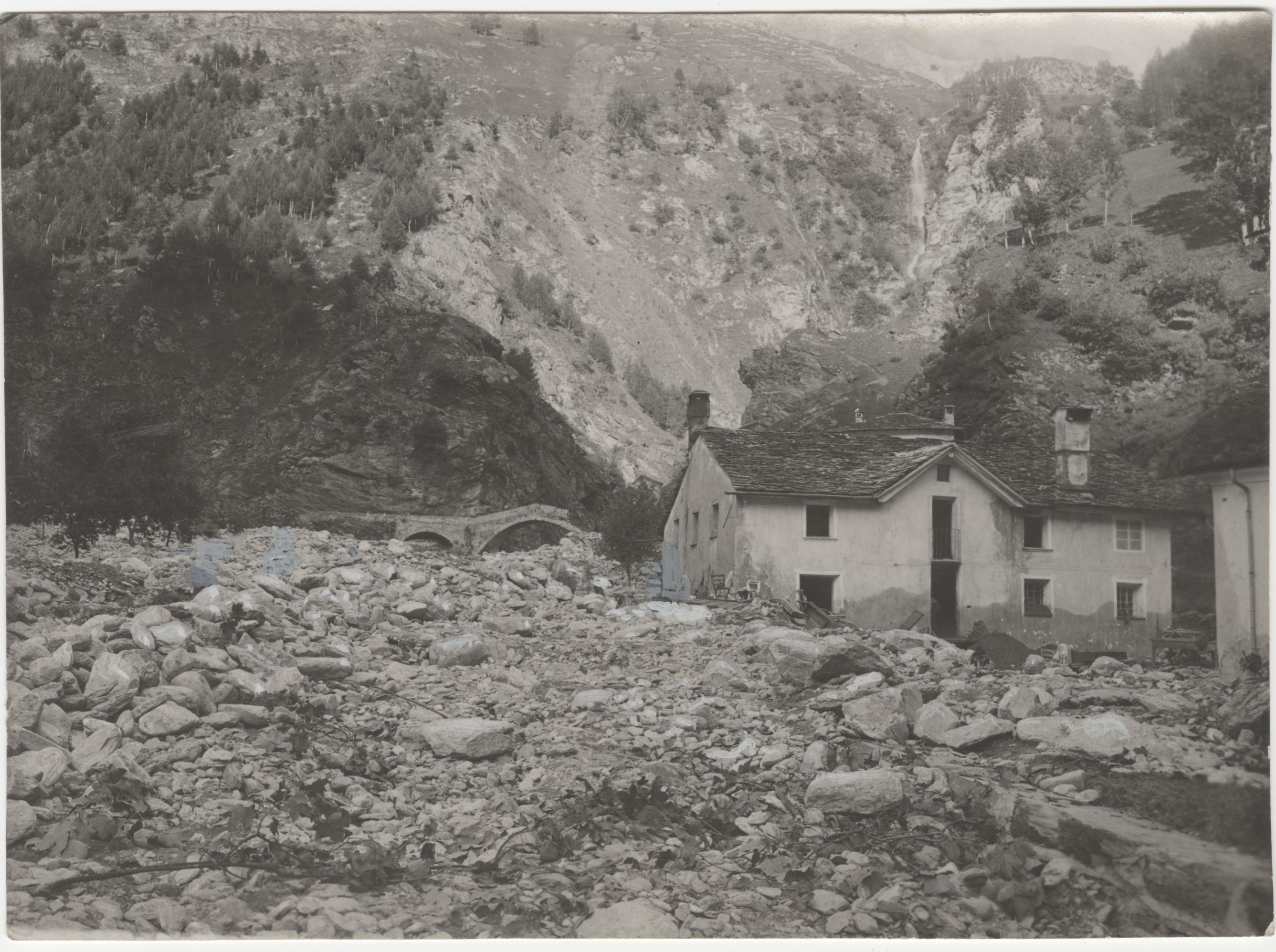
Il torrente Rabbiosa dopo l'inondazione del 1927 (Archivio storico del Touring Club Italiano)

Dopo le turbolente vicende napoleoniche e la Restaurazione, la Valle passo sottò il dominio di Vienna: l'ing. Carlo Donegani, su incarico dell'amministrazione austriaca, progettò la strada carrozzabile tuttora in esercizio, con la costruzione ultimata già nel 1821 e rivista nel 1834; come lascito degli Asburgo va pure menzionata l'istituzione dell'organizzazione scolastica su modello austriaco, che portò ad un'elevata (per l'epoca) alfabetizzazione della popolazione.
In conseguenza della Seconda Guerra d'Indipendenza, la zona venne annessa dal Regno di Sardegna: la costruzione della Galleria ferroviaria del San Gottardo nel 1882 fece crollare il traffico commerciale e con esso gli introiti della popolazione, che fu costretta ad emigrare in massa. Le maggiori direttrici di migrazione seguirono la Svizzera, l'Argentina, gli Stati Uniti e l'Australia.
Nel corso dell'Ottocento si sviluppano le prime attività turistiche (legate soprattutto al turismo climatico), con lo storico Albergo Croce d'Oro e il Grand Hotel Posta, che forniva anche trattamenti idroterapici. Con gli spostamenti, i campodolcinesi esportarono i prodotti tipici del proprio territorio: emblematico il caso della grappa, di cui la zona era tradizionalmente produttrice; ad oggi si contano almeno 5 dinastie di grapat nel Nord Italia originarie di Campodolcino (Francoli, Scaramellini, Levi, Della Morte e Vener). Gli stessi Scaramellini acquisirono fama con la produzione dolciaria.

Dagli anni '20 a '60 del XX secolo vi fu un discreto ripopolamento della Valle grazie alla realizzazione di impianti idroelettrici. Da Campodolcino, tra l'altro, partiva la funivia utilizzata dai lavoratori addetti alla costruzione della diga della Valle di Lei, poi dismessa con la fine dei lavori.

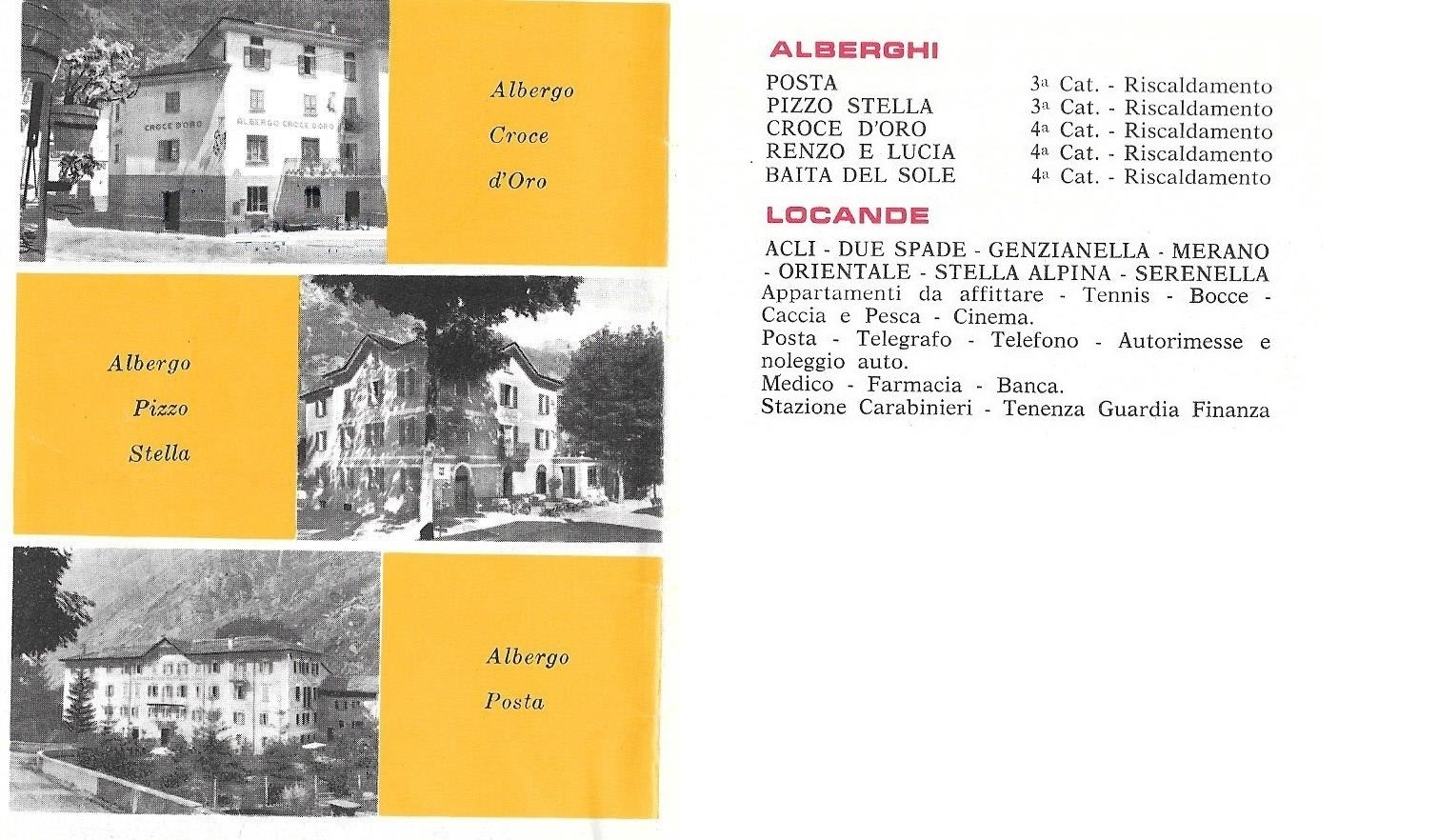
Un dépliant di Campodolcino di metà anni '60, epoca in cui iniziò a svilupparsi il turismo di massa. Si noti la presenza di tre alberghi oggi non più esistenti (tra cui gli ottocenteschi Posta e Croce d'Oro), sostituiti da nuove attività ricettive a partire dagli anni '80 e 90.

A partire dagli anni '50 e '60 vi fu l'esplosione del turismo di massa, con lo sviluppo degli sport invernali: la costruzione degli impianti nei territori comunali di Madesimo, Campodolcino e Piuro portò alla costituzione dell'odierna Skiarea Valchiavenna.

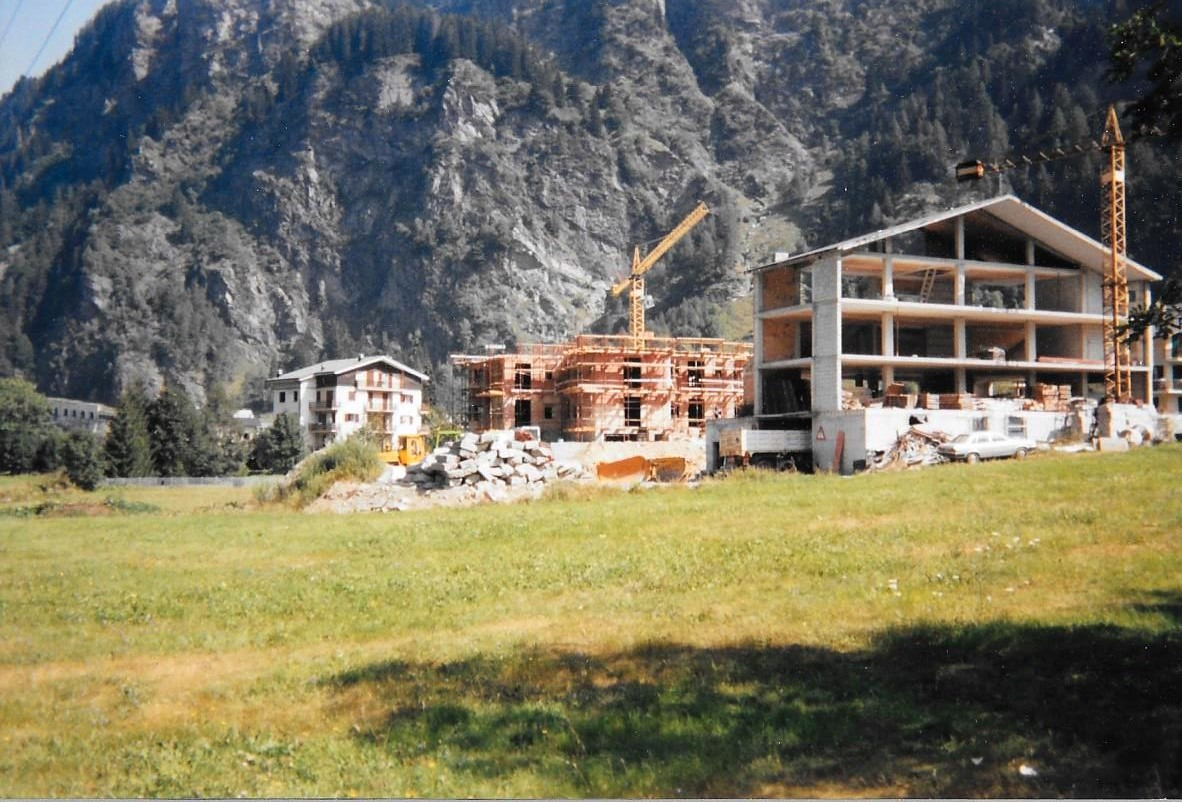
Lo sviluppo del turismo ha portato, a partire dagli anni '80 e '90, alla costruzione di nuovi alberghi e seconde case (foto: metà anni '90)

Tra gli anni '80 e '90 sparirono la maggior parte degli storici alberghi (Posta, Croce d'Oro, Pizzo Stella), sostituiti però da nuove strutture più adatte al turismo moderno. Nel 1992 venne inaugurato il trenino Sky Express per il collegamento con Motta, che andò a sostituire la storica e antiquata funicolare Campodolcino-Motta.

### Stemma
Il comune adotta quale stemma uno scudo fasciato di quattro pezzi (dall'alto nero, verde, rosso, giallo - colori mutuati dall'antica bandiera della valle Spluga) recante al centro un ulteriore scudetto raffigurante una raffigurazione realistica del ponte "romano" di Acero, sul torrente Rabbiosa, e del paesaggio circostante.

## Amministrazione
Campodolcino fa parte della Comunità montana della Valchiavenna.

## Promozione e accoglienza turistica
Campodolcino ha un'ottima ricettività, non solo con abbondante presenza sul territorio di alberghi, bed & breakfast e case-vacanze, ma anche di un campeggio e del Rifugio Chiavenna. Nel periodo estivo la zona si presta a escursioni, mentre durante l'inverno è preponderante la pratica degli sport invernali nel comprensorio SkiArea Valchiavenna: la funicolare Sky Express, in tunnel da Campodolcino a Motta, consente di accedere agli impianti sciistici.
Da menzionare anche la pratica dello sci alpinismo, dello sci di fondo e delle escursioni con ciaspole.
Dagli anni 2010, Campodolcino ospita i discendenti delle famiglie della zona emigrate negli Stati Uniti nel secolo scorso.

## Monumenti e luoghi d'interesse

### Architetture civili

#### Palazz
Edificio che nel XVI secolo ospitava una locanda, il Palazz è il frutto di una ristrutturazione voluta dal 1777 in poi dall'abate Antonio Foppoli, esponente dell'Accademia dell'Arcadia. I lavori comportarono la realizzazione, nel palazzo, di una cappella dedicata a Sant'Antonio da Padova. Per lascito testamentario del Foppoli, il Palazz venne ereditato dalle comunità di Acero e Corti.
Già sede del municipio, il Palazz ospita oggi il Museo della Via Spluga e della Val San Giacomo. 

Il ponte romano in un'Ottocentesca stampa svizzera

#### Ponte romano
In adiacenza alla chiesa parrocchiale di San Giovanni Battista si trova il ponte romano sul torrente Rabbiosa. Costruito nel 1692 su un precedente manufatto anteriore, era uno snodo essenziale nel tracciato che, già in epoca romana, portava da Chiavenna a Coira.

#### Architetture civili di Fraciscio
- La casa natale di san Luigi Guanella,[7] edificata nel 1835 dal padre Lorenzo, autore anche della santella mariana che orna la facciata dell'edificio. Internamente, la struttura ospita un piccolo museo dedicato al santo.[8]
- La Cà Bardassa, edificio ad uso misto (abitazione e stalla) edificato nel XVII secolo e ristrutturato più volte. L'edificio, attualmente sede di un locale museo etnografico, presenta in facciata una santella del 1834 raffigurante la Madonna di Gallivaggio.[8]

#### Altre architetture civili
- Il seicentesco stabile dell'ex Albergo Croce d'Oro (oggi chiuso, di proprietà privata).
- La vecchia galleria dello Stuz, all'inizio del paese, risalente al 1838 e oggi sede di una palestra di roccia.
- L'ottocentesco edificio liberty dell'ex Hotel Posta. Chiuso e abbandonato negli anni '80 e divenuto pericolante, l'albergo è stato demolito nel 2020 dopo alcuni crolli che avevano minato la sicurezza della struttura [9]. La demolizione ha comportato la perdita del patrimonio liberty superstite, tra cui pregevoli ferri battuti, decorazioni affrescate, pannelli in legno e colonnine in marmo e ferro.
- Complesso della Casa Alpina San Luigi di Gualdera, comprensivo di antiche abitazioni fra le quali la casa del nonno di san Luigi Guanella.[10]

### Architetture religiose

#### Chiesa di San Giovanni Battista

La chiesa di San Giovanni in una stampa svizzera del 1838

Dal 1742, la chiesa dedicata a san Giovanni Battista è la parrocchiale di Campodolcino.
Costruita nel 1400 circa - la chiesa è attestata nel 1490 - fu conscrata nel 1528 per mano del vescovo lodigiano Francesco Ladino.
Nel 1844 venne ampliata, tramite l'aggiunta delle navate laterali.
Restaurata nel 1966, da alcuni anni ospita all'esterno una statua realizzata dallo scultore Vismara in onore di san Luigi Guanella, al quale è dedicata anche una cappella recentemente inaugurata, a lato della chiesa. 
All'interno della parrocchiale trova posto una cappella dedicata alla Madonna del Rosario, dotata di altare in marmo realizzato da Antonio Silva in stile barocco (XVIII secolo). Al centro dell'altare, la statua lignea della Madonna è un'opera primonovecentesca proveniente da Ortisei.
La chiesa conserva inoltre una Quattrocentesca Madonna col Bambino, dipinto su tavola di scuola lombarda che, in passato, faceva probabilmente parte di un polittico.

#### Santuario di Nostra Signora d'Europa
In frazione Motta si trova la statua di Nostra Signora d'Europa, scolpita dallo scultore Egidio Casagrande, è una scultura alta 13 metri e mezzo, placcata in oro, fu eretta il 15 ottobre 1957 e inaugurata dall'allora cardinale Montini, futuro papa Paolo VI. Originariamente pensata per essere posizionata sul Pizzo Stella, fu poi installata a Motta per ragioni tecniche.

#### Cappella delPalazz
Il Palazz ospita la cappella di Sant'Antonio da Padova e della Madonna del Buon Consiglio, costruita nel 1786 nella porzione orientale dell'edificio per volere dell'abate Antonio Foppoli, il quale commissionò poi al fiorentino Antonio Guidetti la realizzazione delle decorazioni pittoriche.
Internamente, la cappella si presenta come un'aula con copertura in legno decorato. Un arco introduce all'area presbiteriale, dove un altare in marmo è sormontato da una nicchia contenente una Settecentesca statua in legno raffigurante il santo padovano. In gesso è invece la statua che, in una nicchia laterale, raffigura Nostra Signora di Lourdes dono di alcuni fedeli locali che, nel 1896, fecero benedire la scultura da don Luigi Guanella.

#### Chiesa di San Rocco
Dal 1945la Chiesa di San Rocco è la parrocchiale di Fraciscio Costruita nel 1474 e ampliata nel 1628 e nel 1732, si tratta di un edificio a singola navata con cappelle laterali. Nell'area presbiteriale trova posto una Seicentesca statua raffigurante la Madonna del Carmelo.

#### Altre architetture religiose
- Campanile di San Sisto, nell'omonima località[7]
- Chiesa dell'Immacolata, in località Prestone
- Chiesa di San Gregorio Taumaturgo, edificata nel 1727 in località Portarezza,[6] nei pressi delle sponde del lago artificiale di Prestone
- Chiesa di San Filippo Neri e della Madonna del Buon Consiglio, nella frazione Starleggia[7]
- Chiesa di Sant'Ermagora, realizzata nel 1768 a Motta[7], edificio a cui Giovanni Bertacchi dedicò il sonetto "Chiesetta alpina"[15]
- Chiesetta di Gualdera[7]
- Cappella di Santa Maria in Sila, lungo la strada per la frazione Starleggia[7]
- Cappella della Madonna a Splughetta, edificio del 1881 preceduto da un portico[7]
- Cappelle mariane a Portarezza (nei prati[6]) e Pietra, in località Mottala, al Ponte Romano (fine XVII secolo[6]), al ponte di Fraciscio, all'Alpe Angeloga, in località Ca de Lüch (vicino a Starleggia), a San Sisto, nei pressi dell'Alpe Fontana (due[15]) e a Motta[7]
- Cappelle di Gualdera[7] (di cui una fatta costruire da don Luigi Guanella), nel complesso della Casa Alpina San Luigi.[10]
- Grotta di Lourdes, realizzata a Fraciscio[7] come ex voto di una donna di Fraciscio agli inizi del XX secolo e benedetta da mons. Tomaso Trussoni[N 1] durante il ferragosto 1935[8]
- Crotto S. Antonio, antica costruzione adibita a cappella lungo la Strada Provinciale 1, oggi in semi-abbandono

#### Santelle
- Due santelle (di cui una risalente al XVIII secolo) sulle rispettive facciate di alcune abitazioni nella frazione di Acero[8]
- A Fraciscio, santalle di Casa Guanella e della Cà Bardassa[8]

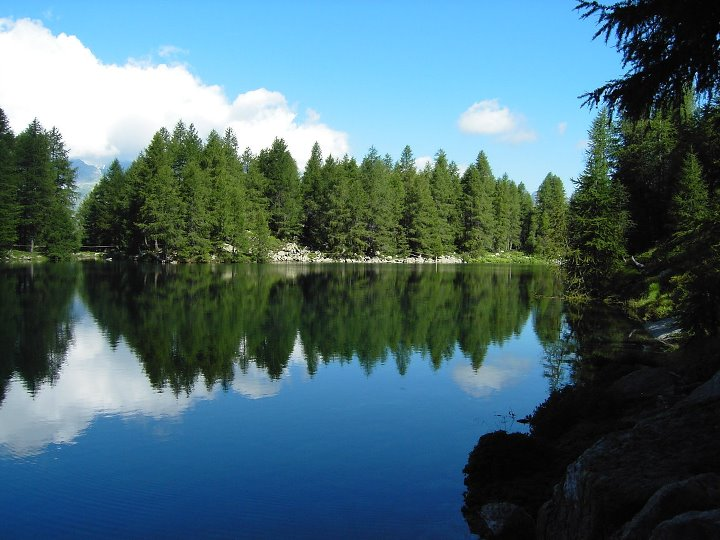
Lago Azzurro, tra Motta e gli alpeggi di Madesimo

### Aree naturali e archeologiche
- Il Lago Azzurro, sito nei boschi limitrofi alla frazione di Motta Alta di Campodolcino, è un lago alpino reso celebre dall'omonima poesia "Al Lago Azzurro" di Giosuè Carducci[16] (1888). In alcuni periodi (ad esempio nel 2004-2006, nel 2018[17] e nel 2022-2023[18]) il lago è rimasto completamente prosciugato, salvo poi riempirsi nuovamente negli anni successivi. Grazie ad una petizione molto seguita, promossa dalla Pro Loco di Campodolcino ed altri enti, il Lago Azzurro è stato inserito al terzo posto della classifica del FAI per i "Luoghi del Cuore 2006 - Luoghi di natura da non dimenticare".
- Il lago artificiale sito tra le frazioni di Prestone e Portarezza.
- La località Acqua Merla, sita in fondo al paese adiacente alla strada per Starleggia, è così chiamata perché si crede popolata un tempo dagli uccelli, i merli appunto.
- I torrenti di Campodolcino ovvero il Liro e la Rabbiosa. Nel tratto a monte del ponte romano, quest'ultimo torrente realizza una forra, detta della Caurga, che realizza una cascata e costituisce un monumento naturale regionale[8].
- Il Palü dal fén, piccolo lago in località Mottala dove si riproducono la rana temporaria e il tritone alpino.[8]
- La cascata di Fontana, lungo il sentiero che permette il collegamento tra Acero e Motta.[15]

- Il Pian dei Cavalli, altopiano carsico condiviso tra i comuni di Campodolcino e Madesimo, ospita scavi archeologici riguardanti la presenza umana già in epoca preistorica.

### Altro
- Lavatoio di Fraciscio[8]

#### Statue guanelliane
- Don Guanella e l'anziano, scultura realizzata dall'artista Vismara e collocata di fronte alla parrocchiale di San Giovanni Battista a ricordo di una presunta visione avuta dallo stesso sacerdote.[11]
- Gruppo scultoreo raffigurante la famiglia Guanella, opera situata a Fraciscio, di fronte alla casa natale del santo[8]
- Madonna con Luigi pastorello (1958), opera dello scultore Umberto Malinverno situata a Gualdera, in località Mòt del vento[10]

## Sport

### Corsa in montagna
Campodolcino e Madesimo hanno ospitato i Campionati del mondo di corsa in montagna nel 2009.
Nel territorio di Campodolcino e dei comuni limitrofi si svolge annualmente, dal 2015, la PizzoStella SkyRace.

### Sci di fondo
Nel comune di Campodolcino sono presenti due tracciati per lo sci di fondo, uno in paese ed uno in località Motta.

## Società

### Evoluzione demografica
Abitanti censiti

## Cultura

### Musei
- Il MuViS, Museo della Via Spluga e della Val San Giacomo[23], nel vecchio Palazzo Comunale (il Palazz),[5] è un museo etnografico che ospita le testimonianze storiche della vita alpina sino ai giorni nostri. Attivo dal 2007, nel 2011 il MuVis è diventato sede dell'Ecomuseo della Valle Spluga, consorziando sia Campodolcino, sia Madesimo che San Giacomo Filippo, venendo riconosciuto nel 2014 dalla Regione Lombardia. Tra le opere conservate nel museo, un affresco che un tempo fungeva da santella sulla parete esterna di un edificio Seicentesco detto Cà del sal[12].
- La casa natale di san Luigi Guanella, sita in Fraciscio.
- ll museo etnografico della Cà Bardassa, a Fraciscio.

## Amministrazione
| Periodo | Periodo   | Primo cittadino         | Partito      | Carica  | Note   |
| ------- | --------- | ----------------------- | ------------ | ------- | ------ |
| 1995    | 1999      | Giuseppe Mario Guanella | Lista civica | Sindaco | [ 25 ] |
| 1999    | 2004      | Paolo Raineri           | Lista civica | Sindaco | [ 25 ] |
| 2004    | 2009      | Emilio Guanella         | Lista civica | Sindaco | [ 25 ] |
| 2009    | 2012      | Daniela Fanetti         | Lista civica | Sindaco | [ 25 ] |
| 2012    | 2017      | Giuseppe Guanella       | Lista civica | Sindaco | [ 25 ] |
| 2017    | 2022      | Enrica Guanella         | Lista civica | Sindaco | [ 25 ] |
| 2022    | in carica | Enrica Guanella         | Lista civica | Sindaco | [ 25 ] |

## Galleria d'immagini

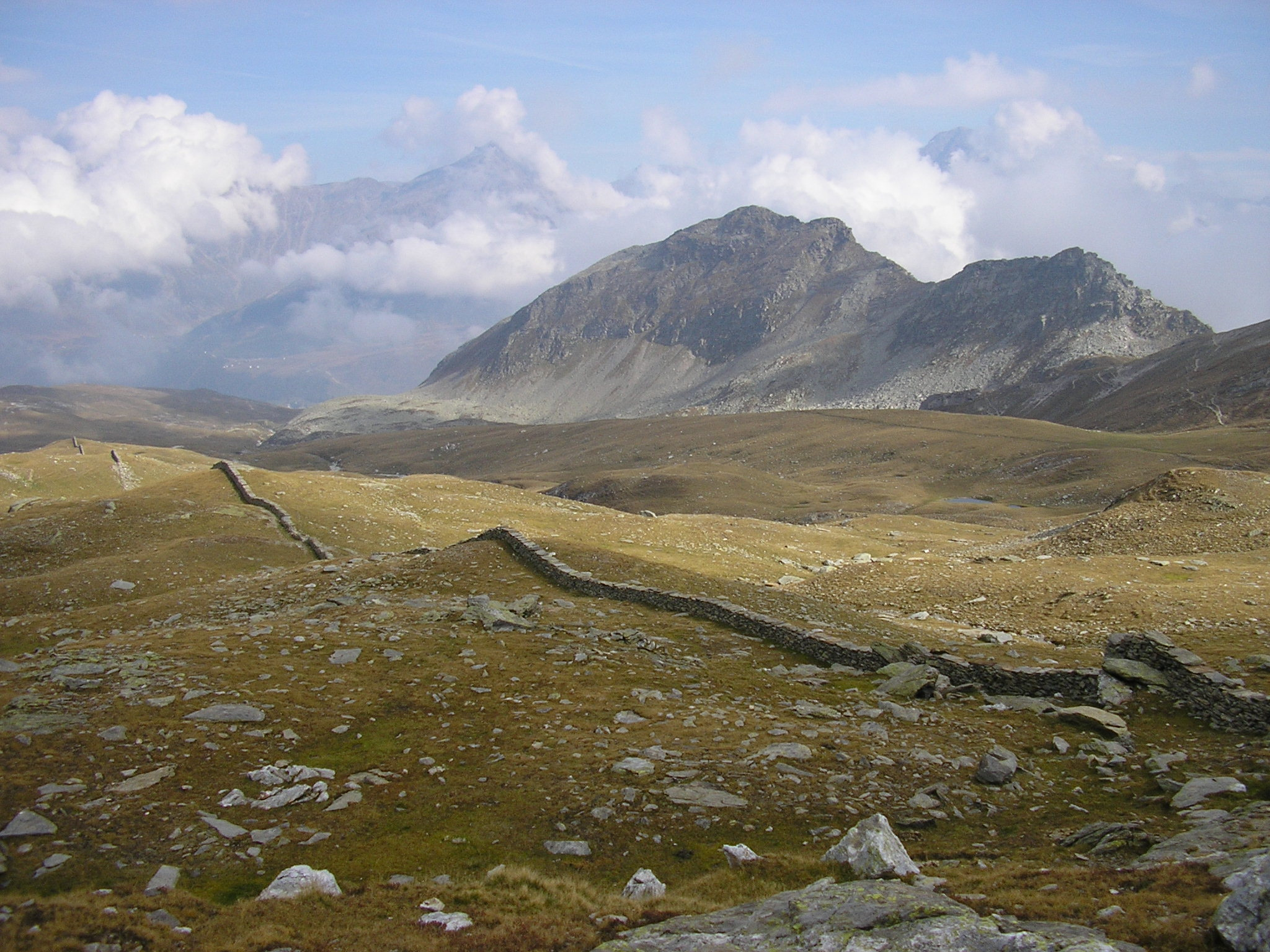
Veduta di Pian dei Cavalli
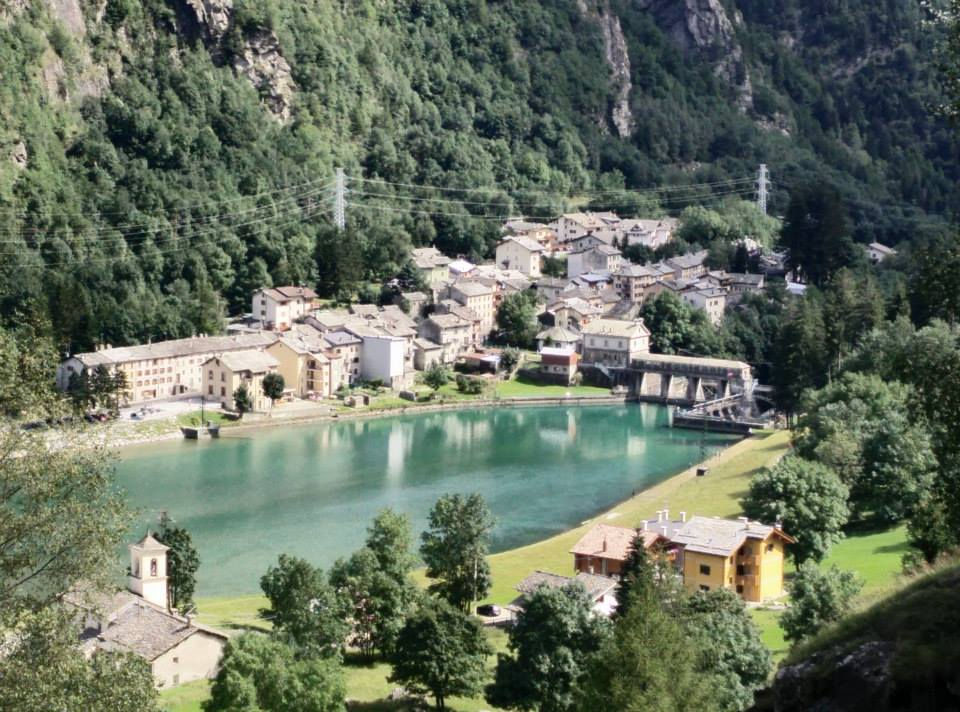
Prestone e Portarezza con il piccolo lago artificiale
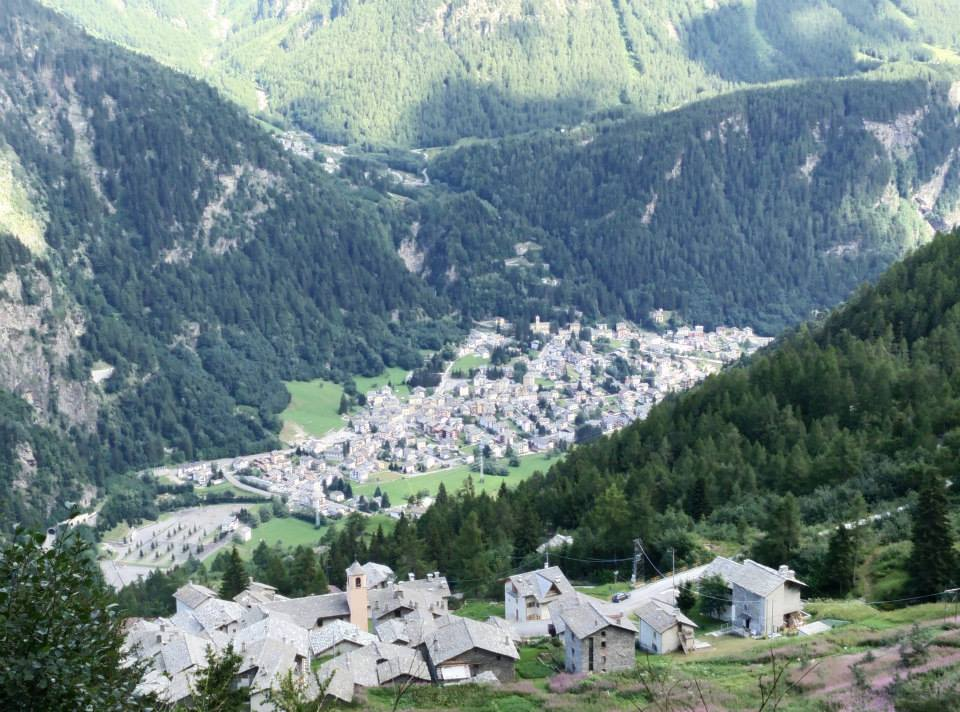
Panorama da Starleggia verso Campodolcino e Fraciscio
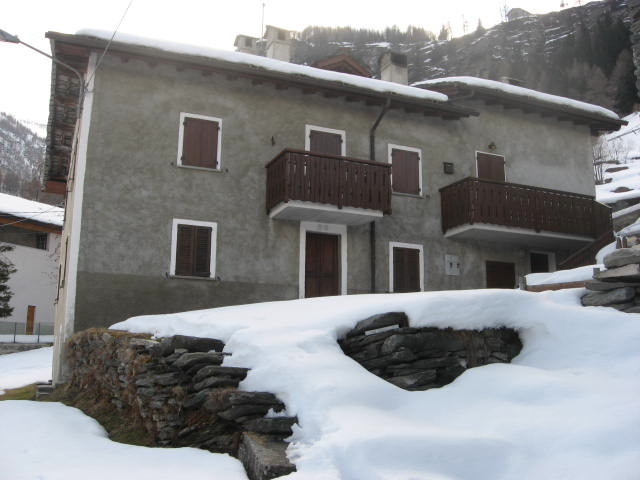
Starleggia innevata
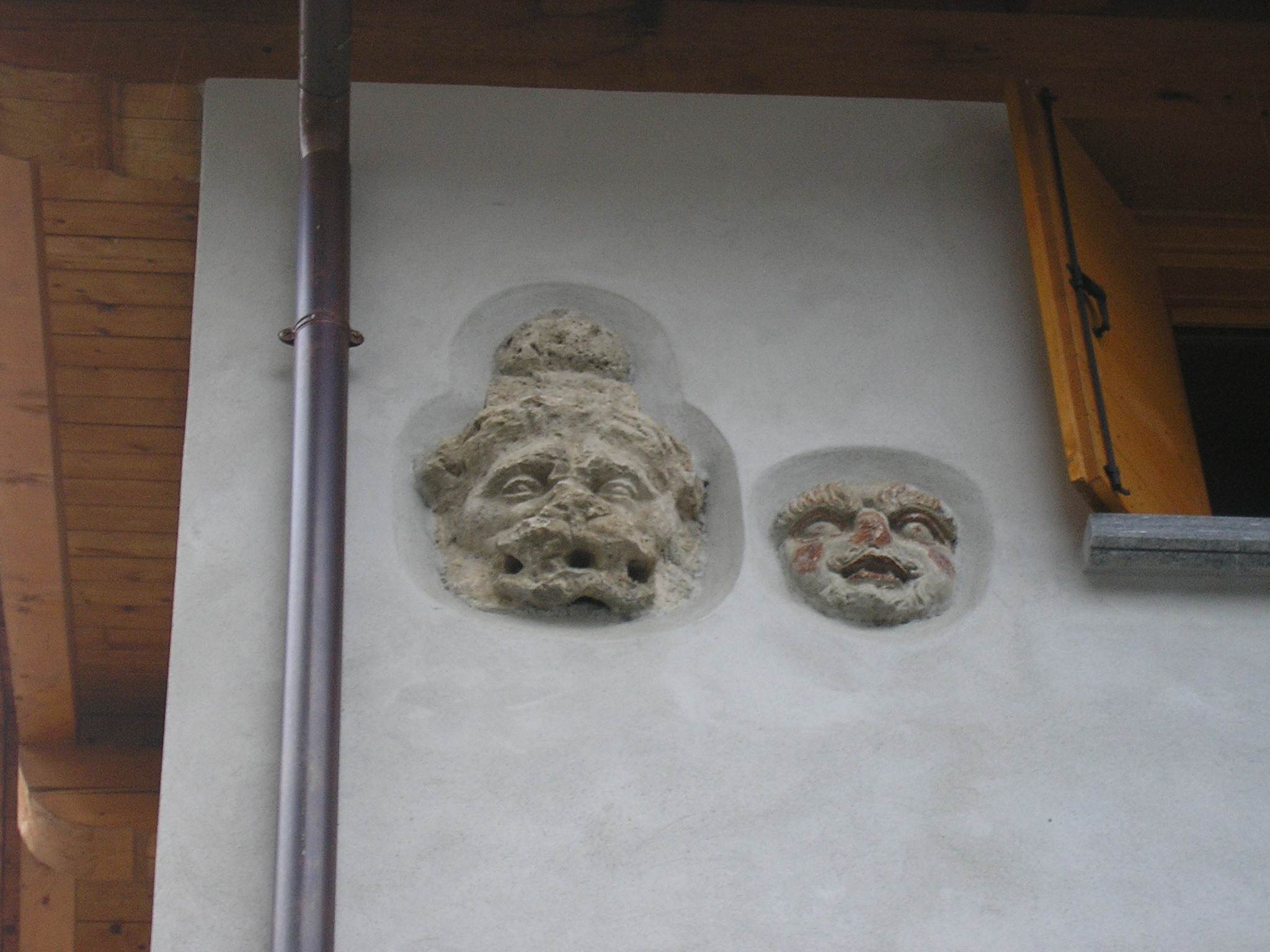
Reperti incastonati sul muro di un'abitazione

### Esplicative
1. ↑  già arcivescovo di Cosenza

### Bibliografiche
1. 1 2   Bilancio demografico mensile anno 2025 (dati provvisori), su demo.istat.it, ISTAT.
2. ↑   Classificazione sismica (XLS), su rischi.protezionecivile.gov.it.
3. ↑   Tabella dei gradi/giorno dei Comuni italiani raggruppati per Regione e Provincia (PDF), in Legge 26 agosto 1993, n. 412, allegato A, Agenzia nazionale per le nuove tecnologie, l'energia e lo sviluppo economico sostenibile, 1º marzo 2011,  p. 151. URL consultato il 25 aprile 2012 (archiviato dall'url originale il 1º gennaio 2017).
4. ↑   AA. VV., Dizionario di toponomastica. Storia e significato dei nomi geografici italiani, Torino, UTET, 2006,  p. 146.
5. 1 2 3  Guanella, Il MuViS e la cappella di S. Antonio.
6. 1 2 3 4  Guanella, Itinerario 1 - Verso il luogo dell'apparizione.
7. 1 2 3 4 5 6 7 8 9 10 11 12 13 14  Guanella, Chiese e cappelle dedicate alla Madonna in Valle Spluga.
8. 1 2 3 4 5 6 7 8 9 10  Guanella, Itinerario 2 - Devozione mariana nei luoghi di S. Luigi Guanella.
9. ↑  https://www.ilgiorno.it/sondrio/cronaca/vecchio-hotel-posta-il-sindaco-guanella-firma-per-la-demolizione-1.5328846
10. 1 2 3  Guanella, San Luigi Guanella e la Casa alpina di Gualdera.
11. 1 2 3 4 5 6 7 8 9  Guanella, Chiesa di S. Giovanni Battista.
12. 1 2 3  Guanella, Il MuViS e la cappella di S. Antonio.
13. ↑   parrocchia di San Rocco, su lombardiabeniculturali.it.
14. 1 2 3  Guanella, Chiesa parrocchiale di San Rocco.
15. 1 2 3  Guanella, Itinerario 3 - Al cospetto di Nostra Signora d'Europa: Campodolcino - Alpe Fontana - Alpe Motta.
16. ↑  Guanella, Itinerario 4 - Al cospetto di Nostra Signora d'Europa: Madesimo - Alpe Motta.
17. ↑   Il Lago Azzurro è completamente asciutto: le immagini sono desolanti, su blueplanetheart.it, 24 ottobre 2018. URL consultato il 25 marzo 2025.
18. ↑   Luca, Un ritorno “beffardo” al Lago Azzurro, su lucarota.com, 1º settembre 2022. URL consultato il 25 marzo 2025.
19. ↑  Risultati dei campionati del mondo di corsa in montagna sul sito WMRA
20. ↑   PizzoStella Skyrace - PizzoStellaSkyrace, su PizzoStella Skyrace. URL consultato il 14 giugno 2017 (archiviato dall'url originale il 6 giugno 2017).
21. ↑   Valtellina- www.valtellina.it, Sci di fondo a Madesimo/Campodolcino, su Valtellina. URL consultato il 2 gennaio 2021.
22. ↑  Dati tratti da:
  -  Popolazione residente dei comuni. Censimenti dal 1861 al 1991 (PDF), su ebiblio.istat.it, ISTAT.
  -  Popolazione residente per territorio – serie storica, su esploradati.censimentopopolazione.istat.it.
Nota bene: il dato del 2021 si riferisce al dato del censimento permanente al 31 dicembre di quell'anno.
23. ↑   MUVIS - Museo della Via Spluga e della Val San Giacomo | Progetti, notizie, storia e cultura della Val San Giacomo, su www.museoviaspluga.it. URL consultato il 14 giugno 2017.
24. ↑   Storico Elezioni Comunali di Campodolcino (SO), su Tuttitalia.it. URL consultato il 30 agosto 2022.
25. 1 2 3 4 5 6 7   Anagrafe degli amministratori locali e regionali, su amministratori.interno.gov.it. URL consultato il 13 maggio 2023.